# Maurilio Fossati

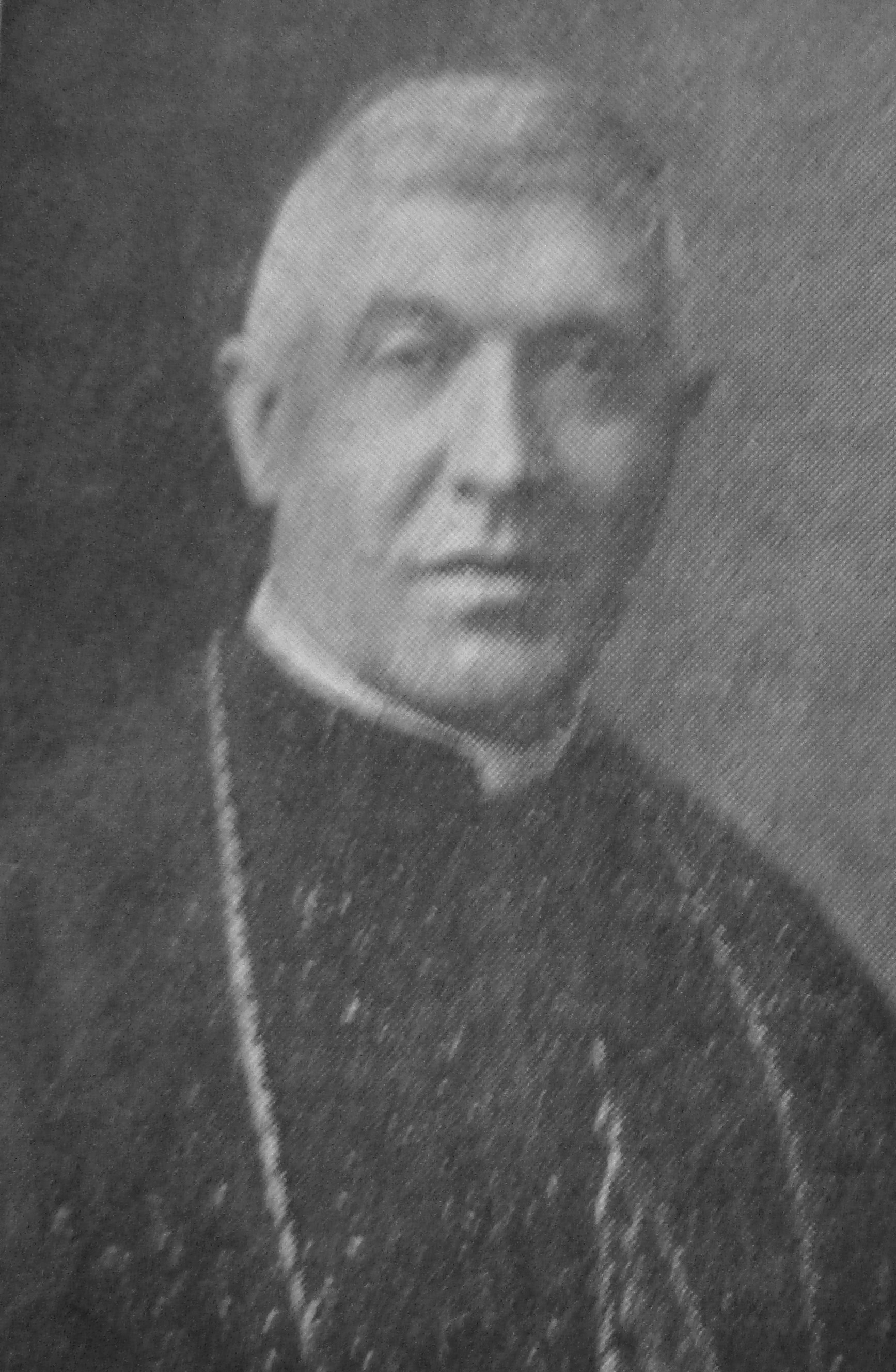
Kardinaal Maurilio Fossati, februari 1939

Maurilio Fossati (Arona, 24 mei 1876 – Turijn, 30 maart 1965) was een Italiaans geestelijke en kardinaal van de Katholieke Kerk.
Hij bezocht het seminarie in Novara en werd op 27 november 1898 priester gewijd. Hij werd persoonlijk secretaris van Edoardo Pulciano, bisschop van Novara. Toen deze werd benoemd tot aartsbisschop van Genua, volgde Fossati hem. In 1911 keerde Fossati terug naar zijn geboortestreek en trad toe tot de Congregatie van de Oblaten van de Heiligen Gaudentius en Carolus. Hij werkte enkele jaren als pastoor in Novara en diende vervolgens - tijdens de Eerste Wereldoorlog - als aalmoezenier in het Italiaanse leger. Hij werd in 1919 Superior van de Oblaten in Varallo Sesia.
In 1924 benoemde paus Pius XI hem tot bisschop van Nuoro. Hij ontving zijn bisschopswijding van Giuseppe kardinaal Gamba, aartsbisschop van Turijn. Tussen 1925 en 1927 was hij daarnaast apostolisch administrator van Ogliastra. In 1929 werd hij aartsbisschop van Sassari en een jaar later volgde hij Gamba op als aartsbisschop van Turijn. Hier zou hij vijfendertig jaar blijven.
Hij werd tijdens het consistorie van 13 maart 1933 kardinaal gecreëerd en kreeg de San Marcello al Corso als titelkerk. Hij nam deel aan het conclaaf van 1939 waar hij gold als papabile, maar waar uiteindelijk Eugenio Pacelli werd gekozen. Tijdens de Tweede Wereldoorlog toonde hij zich een fel tegenstander van het fascisme. Hij zette zich in voor de bescherming van Joden en Zigeuners. Hij nam deel aan het conclaaf van 1958 dat leidde tot de verkiezing van Angelo Roncalli tot paus Johannes XXIII en aan het conclaaf van 1963 waarbij paus Paulus VI werd gekozen. Hij nam deel aan de eerste perioden van het Tweede Vaticaans Concilie.